# Meconella californica
Meconella californica är en vallmoväxtart som beskrevs av John Torrey. Meconella californica ingår i släktet Meconella och familjen vallmoväxter. Inga underarter finns listade i Catalogue of Life.